# Zamek Mey
Zamek Mey (ang. Castle of Mey), wcześniej znany jako zamek Barrogill (ang. Barrogill Castle) – była rezydencja królewska w hrabstwie Highland w Szkocji.

## Charakterystyka
Zamek Barrogill został wzniesiony w XVI wieku przez księcia Caithness. Przez lata budowla niszczała, aż w 1952 została zakupiona przez królową-matkę Elżbietę. Matka Elżbiety II postanowiła odrestaurować zamek i uczynić z niego swoją letnią rezydencję pod nazwą zamek Mey, z której korzystała regularnie przez resztę życia. W swoim testamencie zadecydowała o przekazaniu posiadłości wraz z zamkiem specjalnie utworzonej fundacji, która udostępnia obecnie zamek i otaczające go ogrody szerokiej publiczności.
New Slains Castle − jako zamek Mey − pojawił się w pierwszym sezonie (odcinek ósmy „Pride & Joy”) i czwartym (odcinek siódmy „The Hereditary Principle”) serialu "The Crown".